# Histoire de l'anesthésie
Pour un article plus général, voir Anesthésie.
 (septembre 2017).
Si vous disposez d'ouvrages ou d'articles de référence ou si vous connaissez des sites web de qualité traitant du thème abordé ici, merci de compléter l'article en donnant les références utiles à sa vérifiabilité et en les liant à la section « Notes et références ».
L’anesthésie, en tant que pratique, est née au milieu du XIXe siècle. Cependant, en tant que savoir, elle est bien plus ancienne. On peut la tracer jusqu’à la renaissance des connaissances médicales qui s’est opérée au Moyen Âge par Salerne. Pour anesthésier au Moyen-Age, c'étaient soit les barbiers, soit les chirurgiens qui s'en occupaient. Donc pour anesthésier, soit ils provoquaient une douleur supplémentaire en mettant leur doigt dans la plaie (la douleur devenait tellement forte que le patient s'évanouissait), soit ils faisaient un mélange de deux plantes, la jusquiame et l'opium, qu'ils faisaient sentir au patient (mais cela était trop cher). Pour éviter que le patient se réveille et bouge, ils l'attachaient ou le tenaient, et pour éviter qu'il se morde la langue ils lui mettaient un écartoire.

## Moyen Âge
L’école de médecine créée à Salerne a reçu au VIIIe siècle, du temps de Pépin le Bref, roi des Francs, un apport important du savoir grec, grâce à la venue de Constantin l'Africain, qui avait amené de Carthage d’où il était originaire un grand nombre de textes anciens. Moine au Mont-Cassin, il est à l’origine de la traduction de ces textes en latin.
L’enseignement de la chirurgie professé à Salerne a été connu dans toute l’Europe grâce à la transcription par Guy d’Arezzo de l’enseignement de son maître, Roger Frugardi, publié en 1170. C’est de cette époque que datent les documents qui relatent différentes compositions d’une préparation anesthésique appliquée tantôt à travers un tissu ou éponge placée sur la figure, principalement sur le nez ou même instillée dans le nez. Cette manière de faire a été connue par la suite sous la dénomination des éponges soporifiques.
Pour la pratique de la chirurgie[non pertinent], l’élément important à connaître est l’attribution d’un statut légal au corps médical par l’empereur Frédéric II en 1224, statut strictement laïque. Ce statut rendait par ailleurs obligatoires des études tant médicales que chirurgicales, sanctionnées par un examen. Après l’obtention du diplôme, une année pratique était obligatoire.
Les Arabes avaient eu connaissance des ouvrages grecs anciens et s’étaient emparés des bibliothèques, dont une bonne partie s’est trouvée par la suite installée en Andalousie. Au moment de la reconquête, ces ouvrages ont été traduits en latin. La principale entreprise a été celle de Gérard de Crémone, originaire de Lombardie, qui s’est installée à Salerne en 1170.
Grâce à sa connaissance de l’arabe, il a apporté au monde occidental des traductions latines de quelque 70 ouvrages, parmi lesquels ceux des principaux médecins arabes.
Les écrits grecs avaient été traduits en arabe et sont donc parvenus au monde chrétien par une double traduction.
Ces connaissances sont arrivées non seulement à Salerne, mais par la suite à Montpellier d’où elles se sont répandues dans le reste de l’Europe. La Lombardie a été pendant une assez longue période le véritable foyer de transmission des connaissances.
On présume que le lombard Hugues de Lucques (Borgognon, Ugo de Lucca 1220), chirurgien de la ville de Bologne, et qui a participé aux croisades en Terre Sainte, a été à l’origine de l’emploi des éponges soporifiques ou somnifères que l’Antiquité avait connues et qui avaient été décrites par Dioscoride. Une filiation passe ensuite par Guillaume de Salicet, auteur d’un traité de chirurgie en 1275, à son disciple Lanfranc, qui a dû quitter Milan et qui est venu s’installer à Paris en 1295. L'école de Salerne a été fermée en 1810 sur ordre de Napoléon.
La médecine à Paris, contrairement à Salerne, était entre les mains du clergé et Lanfranc, qui était marié, n’a pas pu être intégré à la faculté de médecine[non pertinent]. Il s’est joint à la confrérie de Saint-Côme et de Saint-Damien, qui devint plus tard le collège de Saint-Côme, école et organisation chirurgicale. Le statut de clerc des médecins a été un élément de grande importance pour l’évolution ultérieure de la chirurgie[non pertinent]. Une certaine séparation de la chirurgie et de la médecine s’était déjà fait jour à cette époque. Elle s’accentue jusqu’à la rupture complète à la suite d’une série de décisions ecclésiastiques. En ce milieu, le rôle des moines dans la maladie avait déjà été critiqué par plusieurs papes quelques siècles auparavant. Cependant un certain nombre de personnalités éminentes maintenaient une activité soignante. La célèbre sainte Hildegarde de Bingen au XIIe siècle donnait des remèdes aux malades pour leur permettre de résister au diable. Après plusieurs décisions conciliaires, interdisant aux clercs de traiter par le feu (le cautère) et le fer, c’est au concile de Tours de 1163 que la déclaration Ecclesia abhoret a sanguine consacre le rejet de la chirurgie hors de la médecine savante ecclésiastique. C’est peut-être l’influence venue d’Espagne qui a fait perdurer assez longtemps un esprit de tolérance vis-à-vis de la chirurgie à l’école de médecine de Montpellier[non pertinent].
Deux des plus éminents chirurgiens français du Moyen Âge, Henri de Monfort et Guy de Chauillac ont été élèves à Montpellier.
Guy de Chauilliac met en garde contre l’usage des éponges soporifiques, en raison du danger que comporte leur utilisation. Parmi les chirurgiens devenus de simples praticiens existait encore une stratification sociale. La confrérie de Saint-Côme et Saint-Damien constituait l’élite de la profession. Durant plusieurs siècles, celle-ci a lutté contre son abaissement scientifique et social, mais n’a pas réussi à s’affranchir de la tutelle des médecins savants, en dépit de brillants succès de certains dont le plus connu est certainement Ambroise Paré[non pertinent].

## Époque moderne
Il a fallu la courte et courageuse action du chirurgien Félix, pour soigner la fistule anale de Louis XIV, pour qu'en 1686 le roi ouvre aux chirurgiens la voie à un rang meilleur. Il faudra encore une cinquantaine d’années pour la création du collège de chirurgie par lettre patente de Louis XV en 1724. Ce n’est que le 18 décembre 1731 que Maréchal et Lapeyronie le transforment en Académie royale de chirurgie. Cette Académie a disparu, tout comme la Faculté de médecine sous la Convention, le 8 août 1793. L’égalité des droits et des positions entre chirurgiens et médecins résultait d’une déclaration royale du 23 avril 1743 dont les artisans ont été François Rigot et François Lapeyronie, alors premier chirurgien du roi et chef de la chirurgie du royaume.
Cette accession des chirurgiens à un rang social pratiquement égal à celui des médecins n’est pas restée limitée à la France ; elle a été suivie dans d'autres pays d’Europe. Ainsi, en Angleterre, les grands chirurgiens se sont fait connaître parmi lesquels plusieurs Écossais, en particulier John Hunter.
Il est probable qu’une considération pratique ait joué un rôle dans ce changement. Les rois commençaient à se soucier de la santé de leurs peuples. La population était majoritairement rurale. Les chirurgiens étaient assez nombreux à pratiquer, contrairement à la poignée de médecins savants. Il a fallu cependant attendre encore un siècle, pour que les chirurgiens passent d'un rôle secondaire au rang prédominant dans la hiérarchie médicale, grâce aux deux innovations essentielles pour la chirurgie au XIXe siècle : l’anesthésie et l’asepsie.

## Période contemporaine

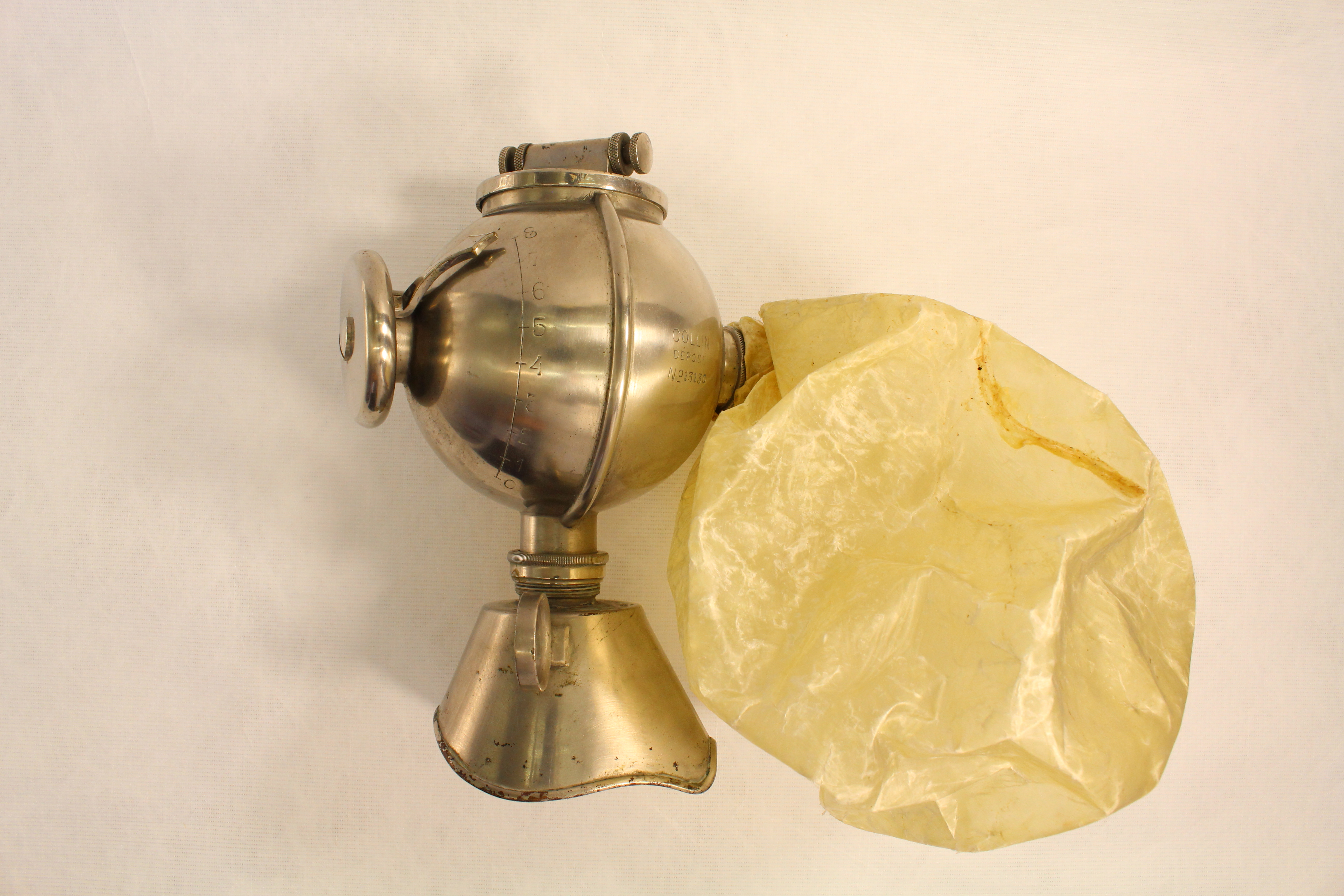
masque d'anesthésie de Louis Ombrédanne.

Au XIXe siècle, les dérivés de l'opium restent le principal anti-douleur efficace, et on utilise ce que Mesmérisme appelle le magnétisme animal et qu’on appellera ensuite -l'hypnose, avant que s'établisse à la fin du siècle l'usage de l'endormissement chimique général à l'éther puis au chloroforme.
Antoine-Joseph Jobert de Lamballe (1802-1867) fut en France le premier chirurgien à pratiquer des anesthésies générales. 
Au début du XXe siècle, la cocaïne est utilisée comme anesthésique local, en particulier pour la chirurgie des yeux, et ce jusqu'à la mise au point de ses premiers dérivés de synthèse, la Stovaïne d'Ernest Fourneau (1904) et la Novocaïne d'Alfred Einhorn (1906).